# 答亦儿兀孙
答亦儿·兀孙（?—?），12世纪蒙古草原篾儿乞惕部人，兀洼思·篾儿乞惕部的首领。成吉思汗忽兰皇后的父亲。
也速该抢来赤列都未婚妻诃额仑夫人，生下成吉思汗铁木真。后来，篾儿乞惕部为了报赤列都之仇，1180年左右，三姓篾儿乞惕的首领兀都亦惕·篾儿乞惕部的脱黑脱阿·别乞，兀洼思·篾儿乞惕部的答亦儿·兀孙、合阿惕·篾儿乞惕部的合阿台·答儿麻剌率领三百人攻打铁木真。也速该的庶妻速赤格勒和铁木真的妻子孛儿帖被蔑儿乞人俘虏。
后来铁木真借来札木合和王汗的兵马，打败蔑儿乞人。合脱黑脱阿当时正在帐庐中睡觉。勤勤豁河的一些渔民、猎户连夜赶去报告他敌人来了，他立即通知答亦儿·兀孙，两人只带上少数亲兵，逃避到了今贝加尔湖以东的巴儿忽真地区。札木合把从答亦儿·兀孙处掳掠来的的金腰带，送给铁木真系在腰上，把答亦儿·兀孙的有角的略带灰黄色的白马送给铁木真骑上。
1204年之秋，篾儿乞惕诸部被铁木真击溃后，答亦儿·兀孙尚失斗志，率领所部投降铁木真，并亲自将女儿忽兰献给铁木真为妃。

## 资料来源
- 余大钧译注《蒙古秘史》